# Zarewo

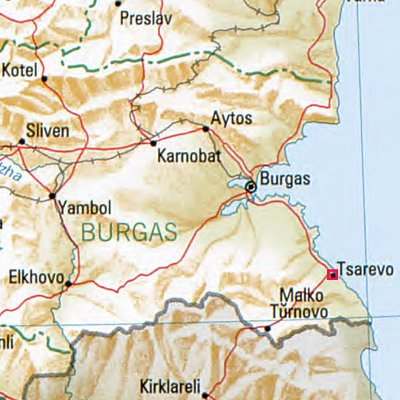
Zarewo – Bulgarien – Nachbarorte: Burgas, Kırklareli, Elchowo, Jambol, Sliwen, Kotel, Karnobat, Ajtos

Zarewo ([ˈtsarɛvo], englische Transkription Tsarevo, bulgarisch Царево) ist eine Stadt und Verwaltungszentrum der gleichnamigen Gemeinde in Südostbulgarien, in der Oblast Burgas. Zarewo liegt am Schwarzen Meer und hat einen kleinen Hafen. Die Stadt liegt ca. 70 km südlich von Burgas und 7 km nördlich von Achtopol. Die Gebirgsregion westlich von Zarewo ist für den Feuertanz Nestinarstwo bekannt.

## Geographie und Natur

### Lage
Die Stadt Zarewo  befindet sich am Fuße des Strandscha-Gebirges. Sie liegt auf drei kleinen Halbinseln und vier Buchten, 15 km nordöstlich von Achtopol und 64 km südöstlich des regionalen Zentrums von Burgas. Die Küstenlinie ist stark gegliedert und wechselt zwischen felsigen Halbinseln und kleinen malerischen Stränden. Südlich der Stadt erhebt sich der Papia-Gipfel des  Strandscha-Gebirges. mit einer Höhe von 502 m.

### Nachbargemeinden
Die Stadt grenzt im Norden, Osten und Südosten an das Schwarze Meer. Weiterhin grenzt Zarewo an folgende in der Provinz Burgas liegende Städte und Gemeinden:
| Gemeinde Primorsko Lozenez |                                             |         |
| Malko Tarnowo              | Kompassrose, die auf Nachbargemeinden zeigt |         |
| Isgrew                     | Brodolowo                                   | Warwara |

Zarewo ist der administrative Sitz einer der konstituierenden Gemeinden der Region Burgas und geteilt in den Vierteln Centar und Wasiliko.  Die gleichnamige Gemeinde umfasst 13 Ortschaften. Von allen bulgarischen Schwarzmeergemeinden hat die Gemeinde Zarewo die längste Küstenlinie und Wasserfläche. Ihre Fläche beträgt 530,1 km2. Die grenzt im Osten an das Schwarze Meer, im Norden an die Gemeinde Primorsko und im Westen an die Gemeinde Malko Tarnowo. Die südliche Grenze der Gemeinde bildet gleichzeitig die Staatsgrenze an der Republik Türkei. Sie nimmt den bulgarischen Teil des Primorska Strandscha ein, ein morphologisch definiertes Gebirge, das heute entlang des Tals des Flusses Resowo durch die Staatsgrenze geteilt ist.

### Klima
Das Klima in Zarewo und Umgebung ist trocken und gemäßigt kontinental mit einigen maritimen Wettereinflüssen. Der Winter ist wärmer als im Landesinneren, jedoch ist es windiger. Die durchschnittliche Januartemperatur liegt bei 16,9 °С. Die Sommer sind heiß, dank der Meeresnähe mit einer ständigen Brise dennoch angenehm. Die durchschnittliche Tagestemperatur beträgt im Juli 27,1 °С und die Wassertemperatur 25 °C. Durch den maritimen Einfluss ist das Klima im Vergleich zum Rest des Landes milder, so dass Winter und Frühling kürzer sowie Sommer und Herbst länger sind. Im Winter herrschen Nordwest- und Südwestwinde vor. In den Sommermonaten zwischen April und September überwiegen die östlichen Winde, die eine beständige Brise bringen und tagsüber eine Durchschnittsgeschwindigkeit von 3–6 m/s und nachts von 1–2 m/s aufweisen. Die Zahl der Regentage ist im Vergleich zum Rest des Landes gering; regenfrei sind im Sommer und Herbst 17–28 Tage sowie im Winter und Frühling 14–15 Tage.
|                        | Jan  | Feb | Mär | Apr  | Mai  | Jun  | Jul  | Aug  | Sep  | Okt  | Nov  | Dez |   |      |
| Mittl. Temperatur (°C) | 3,2  | 4,1 | 6,2 | 10,5 | 15,5 | 20,2 | 22,7 | 23   | 19,8 | 15,3 | 10,9 | 6,2 | ⌀ | 13,2 |
| Mittl. Tagesmax. (°C)  | 6,4  | 7,7 | 9,7 | 14,5 | 19,5 | 24,2 | 27,1 | 27,1 | 23,6 | 18,8 | 14,4 | 9,5 | ⌀ | 16,9 |
| Mittl. Tagesmin. (°C)  | −0,2 | 0,5 | 2,6 | 6,8  | 11,7 | 15,9 | 18,3 | 18,5 | 15,3 | 11,7 | 7,4  | 2,8 | ⌀ | 9,3  |
|                        |      |     |     |      |      |      |      |      |      |      |      |     |   |      |
| Niederschlag (mm)      | 67   | 53  | 57  | 45   | 46   | 42   | 27   | 29   | 44   | 77   | 88   | 80  | Σ | 655  |

| −0,2 |

| 0,5 |

| 2,6 |

| 6,8 |

| 11,7 |

| 15,9 |

| 18,3 |

| 18,5 |

| 15,3 |

| 11,7 |

| 7,4 |

| 2,8 |

| −0,2 |

| 0,5 |

| 2,6 |

| 6,8 |

| 11,7 |

| 15,9 |

| 18,3 |

| 18,5 |

| 15,3 |

| 11,7 |

| 7,4 |

| 2,8 |

### Naturschutz
Neben den Naturpark Strandscha wurden folgende Schutzzonen um Zarewo eingerichtet:
Reservate
- Tisovitsa-Reservat – 749,3 ha
- Reservat „Silkosia“ – 396 ha. Das älteste Naturschutzgebiet in unserem Land, das 1933 als solches erklärt wurde.
- Uzunbudjak („Lopushna“) Reservat – 2581,5 ha

Geschützte Gebiete
- Schutzgebiet „Silistar“ – 773 ha
- Schutzgebiet „Mündungsgebiet des Flusses. Veleka“ – 1 511 ha
- Geschütztes Gebiet „Nakovoto kladenche“ – 1 ha
- Geschütztes Gebiet „Kulkata“ – 18,9 ha
- Schutzgebiet „Marina Reka“ – 47 ha
- Geschütztes Gebiet „Piren“

Naturdenkmäler
- Naturdenkmal "Strandzha Oak – St. St. Elias Eiche – Dorf von Kosti

### Gemeindegliederung
Zur Gemeinde Zarewo (bulg. Община Царево) gehören neben der Stadt Zarewo noch die Stadt Achtopol sowie folgende Dörfer:
| - Balgari - Brodilowo - Warwara - Welika - Fazanowo - Isgrew | - Kondolowo - Kosti - Lozenez - Sinemorez - Rezowo |

Die Gemeinde Zarewo zählt 9.623 Einwohner (Stand 2005).

## Geschichte

### Namensgebung
Ihren Namen erhielt die Stadt wegen ihrer Gründung durch einen Zaren.
Im Laufe der Zeit hatte Zarewo verschiedene Namen:
- Zarewo, Wasiliky (bulg.: Царево, Василику) (12. Jahrhundert)
- Wasilikos (bulg.: Василикос) (1352)
- Wasiliko (bulg.: Василико) (bis 1934)
- Zarewo (bulg.: Царево) (bis 1950)
- Mitschurin (bulg.: Мичурин) (bis 1991) (nach Iwan Mitschurin)
- Zarewo (bulg.: Царево) (seit 1992)

### Stadtgeschichte
Auf der südlichen Halbinsel im Stadtteil Wasiliko, gibt es die Überreste einer mittelalterlichen Festung. Eine weitere spätantike/mittelalterliche Festung gibt es auf dem Gipfel Papija, im benachbarten Strandscha-Gebirge.
Drei Kilometer nördlich der Stadt (in Höhe des Campingplatzes Arapja (bulg. Арапя)) haben Archäologen im Schwarzen Meer Überreste aus der Spätantike entdeckt. Bei archäologischen Unterwassererkundungen hat Welisar Welkow mit seinem Team Amphoren aus dem 4.–6. Jahrhundert n. Chr. entdeckt sowie importierte Keramik aus Nordafrika, Syrien und Konstantinopel.
Mit dem alten Namen der Stadt Wasilikos wird die Stadt erstmals von dem arabischen Geografen al-Idrisi im 12. Jahrhundert n. Chr. erwähnt. Der Hafen Wasilikos wurde auch im 15.–16. Jahrhundert schriftlich erwähnt. Über die kleine Festung am südlichen Kap von Zarewo erzählt auch der türkische Reisende Evliya Çelebi, er nannte sie 1662 Wasilikos Burgas. Nach seinen Angaben deutet Burgas auf eine griechische Festung. Im osmanischen Steuerregister aus der zweiten Hälfte des 17. Jahrhunderts und im 18. Jahrhundert wird Wasiliko in der Kaza von Anchialo aufgeführt. Der Name Basilik ist auf der Karte des europäischen Teils der Türkei von Christian Gottlieb Reinhardt zu lesen. Sie stammt aus dem Jahr 1821 und wurde 1832 von Friedrich Kampe in Nürnberg gedruckt. Nach einem anderen Dokument von 1831 hatte die Stadt 434 Häuser und 1831 Einwohner.
In den ersten Jahren nach der Mitte des 19. Jahrhunderts wurde durch die Phanarioten in Wasiliko eine griechische Schule eröffnet. Auch Kinder aus den nahe gelegenen Dörfern in Strandscha lernten und wurden helenisiert. Die Stadt war bekannt für ihren Fischfang, aber noch bekannter war der traditionelle Schiffbau. Dies wurde durch die Sandküste in der Nähe der Halbinsel und den Reichtum an Holz in Strandscha begünstigt. Das Rohholz kam aus dem Gebiet zwischen Malko Tarnowo und Lozengrad (Kirklisi) hierher. Fertige Hölzer, Balken und Bohlen kamen vom benachbarten Golez-Gipfel und von der Ebene bei Atliman.
Die aktive Bevölkerung war in Verbänden und Zünfte von Fischern, Seeleuten, Kapitänen, Reedern und Kaufleuten zusammengeschlossen. Wasiliko unterhielt Handelsbeziehungen mit dem Hinterland von Strandscha und auf dem Seeweg mit der osmanischen Hauptstadt Zarigrad und anderen Häfen am Marmarameer und in der Ägäis. Der wirtschaftliche Aufschwung dauerte bis in die 1830er Jahre an. Der demografische Zusammenbruch nach der Unterzeichnung des Friedens von Adrianopel zwischen Russland und das Osmanische Reich am 2. September 1829 betraf vor allem das Wirtschaftsleben. Ein Großteil der bulgarische Bevölkerung flüchtete mit den abziehenden Russen und ließ sich in der Dobrudscha und den Budschak nieder. Vor allem aber dem Berliner Kongress von 1879, als Wassiliko an der Peripherie des Osmanischen Reiches, nahe der Grenze zum freien Bulgarien, blieb, erlischt langsam die überregionale Bedeutung.
Mit dem Ausbruch des Ilinden-Preobraschenie-Aufstandes am 5. August 1903 wurde Zarewo der osmanisch-türkische Herrschaft entrissen und Teil der kurzlebigen Strandscha-Republik. Der Aufstand wurde hier vom Wojwoda Michail Gerdschikow angeführt, der mit seiner Tscheta bereits am frühen Morgen das Postamt und die Telegraphenlinien sprengte sowie das 120 starke osmanische Militär vor Ort vertreiben konnte. Wegen der mehreren Stunden andauernden Kämpfe und die durch den Bulgaren verwendeten Bomben, brach Panik in der lokalen Bevölkerung aus, welche zunächst mittels der zahlreichen Fischerboote aufs offene Meer flüchteten. Der Tscheta gelang es, mehrere Offiziere und zwei weitere Zivilbeamte lebend gefangen zu nehmen und der Erstürmung keine Verluste zu erleiden. Die Türken hatten 12 Tote und mehrere Verwundete zu beklagen und hatten Munition und Lebensmittel zurückgelassen. Nach der Niederschlagung des Aufstandes fiel Zarewo erneut in türkische Hände und wurde schließlich nach im Ersten Balkankrieg 1912 befreit. Im Jahr 1913 ließen sich Flüchtlinge aus Ostthrakien hier nieder (→ Thrakische Bulgaren). Laut der Volkszählung von 1926. hatte Zarewo (Vasiliko) 308 Häuser und 1348 Einwohner, von denen 778 Flüchtlinge aus Ostthrakien waren.
In Zarewo existiert ein Tschitalischte mit dem Namen „Georgi Kondolow“.
2012 fanden zum ersten Mal archäologische Ausgrabungen in Zarewo statt. Diese wurden vom Archäologen Milen Nikolow vom Historischen Museum in Burgas geleitet. Dabei wurde Reste einer unbekannten thrakischen Stadt lokalisiert, welche ab dem Ende des 4. Jahrhunderts, Anfang des 3. Jahrhunderts v. Chr. bis Ende des 1. Jahrhunderts besiedelt wurde.

## Söhne und Töchter der Stadt
- Georgi Kondolow (1858–1903), Revolutionär, Freiheitskämpfer, Mitglied der BMARK
- Angel Tjukedschiew

## Galerie

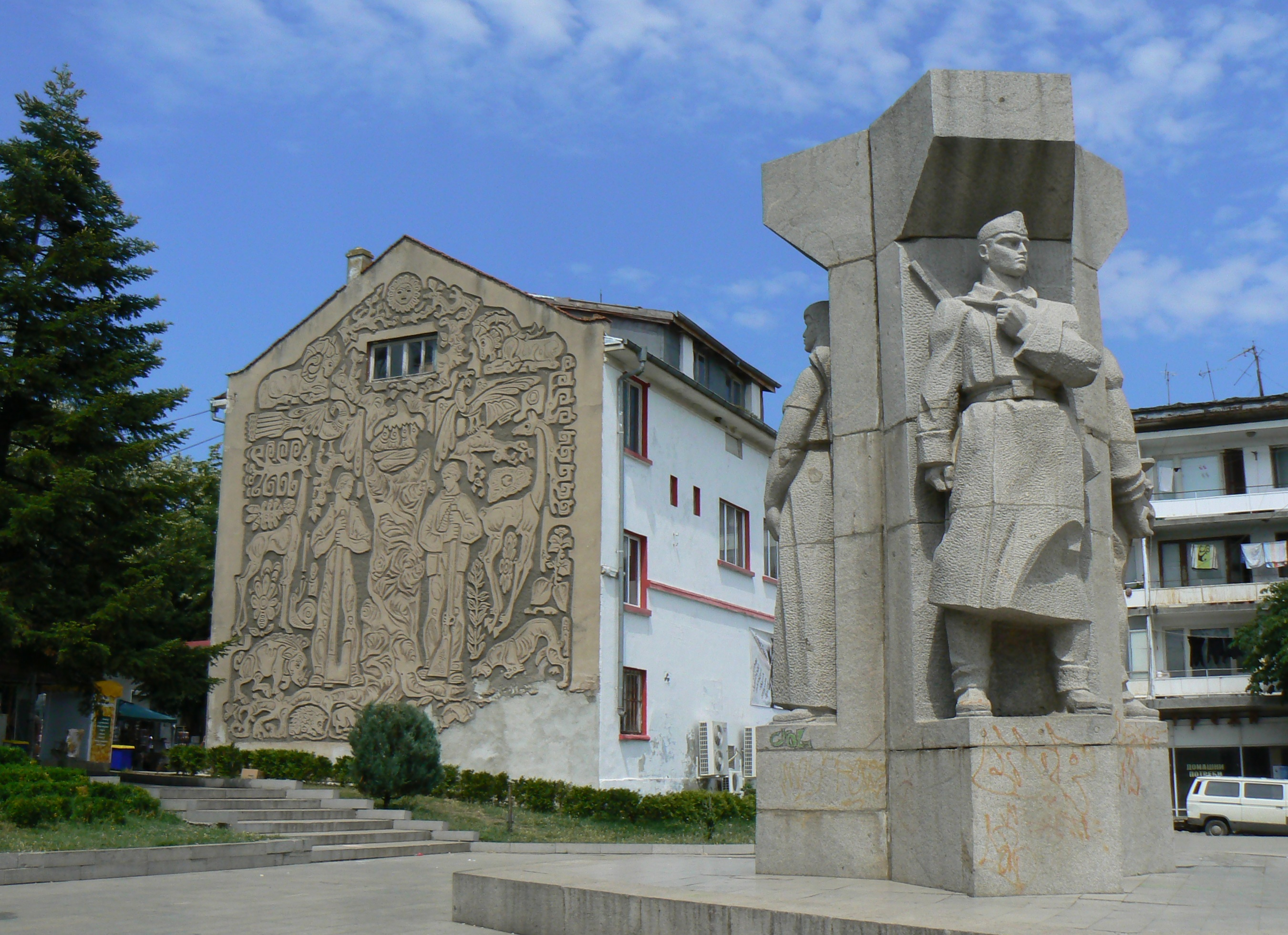
Denkmal im Zentrum der Stadt
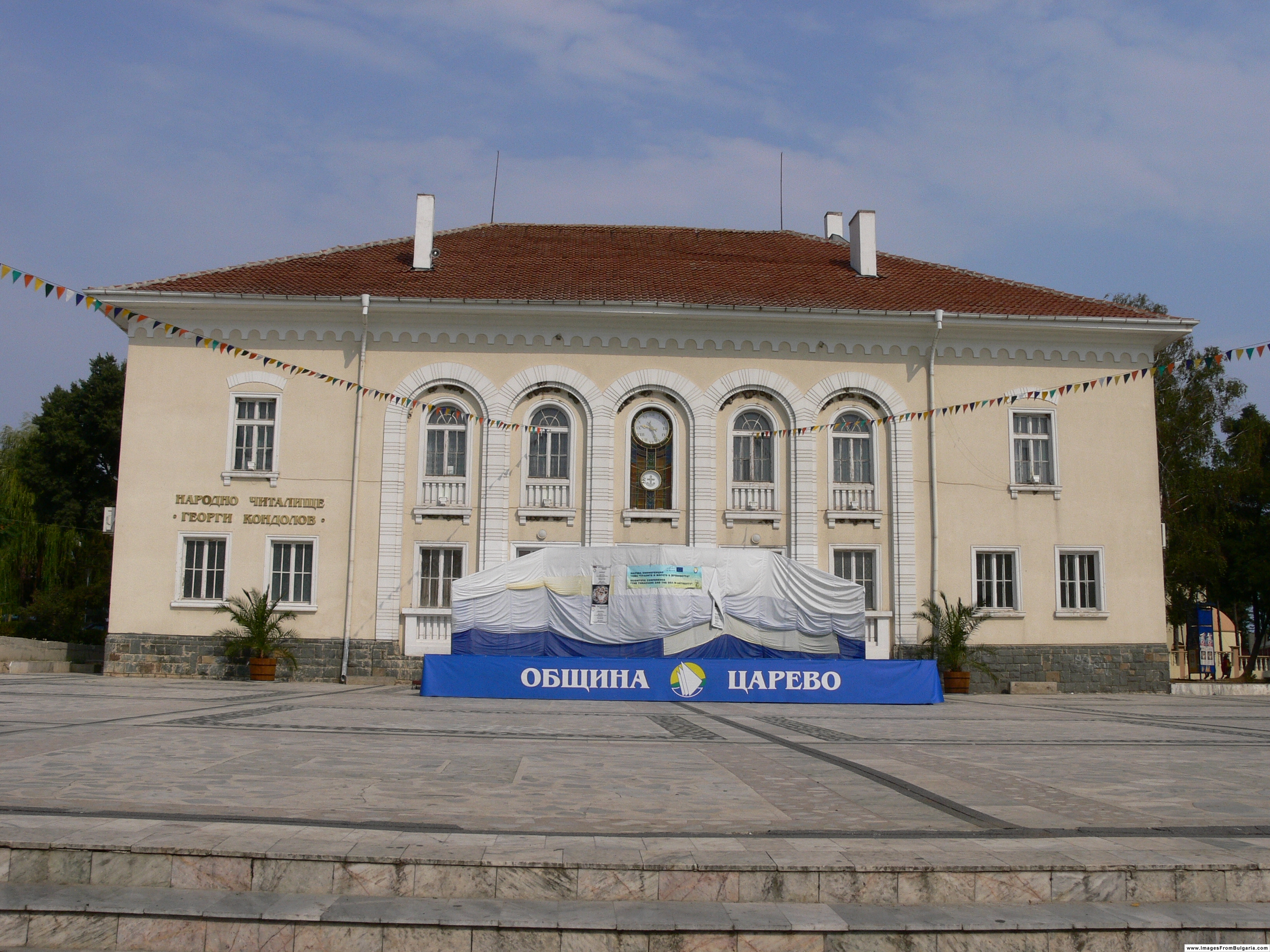
Bibliothek der Stadt
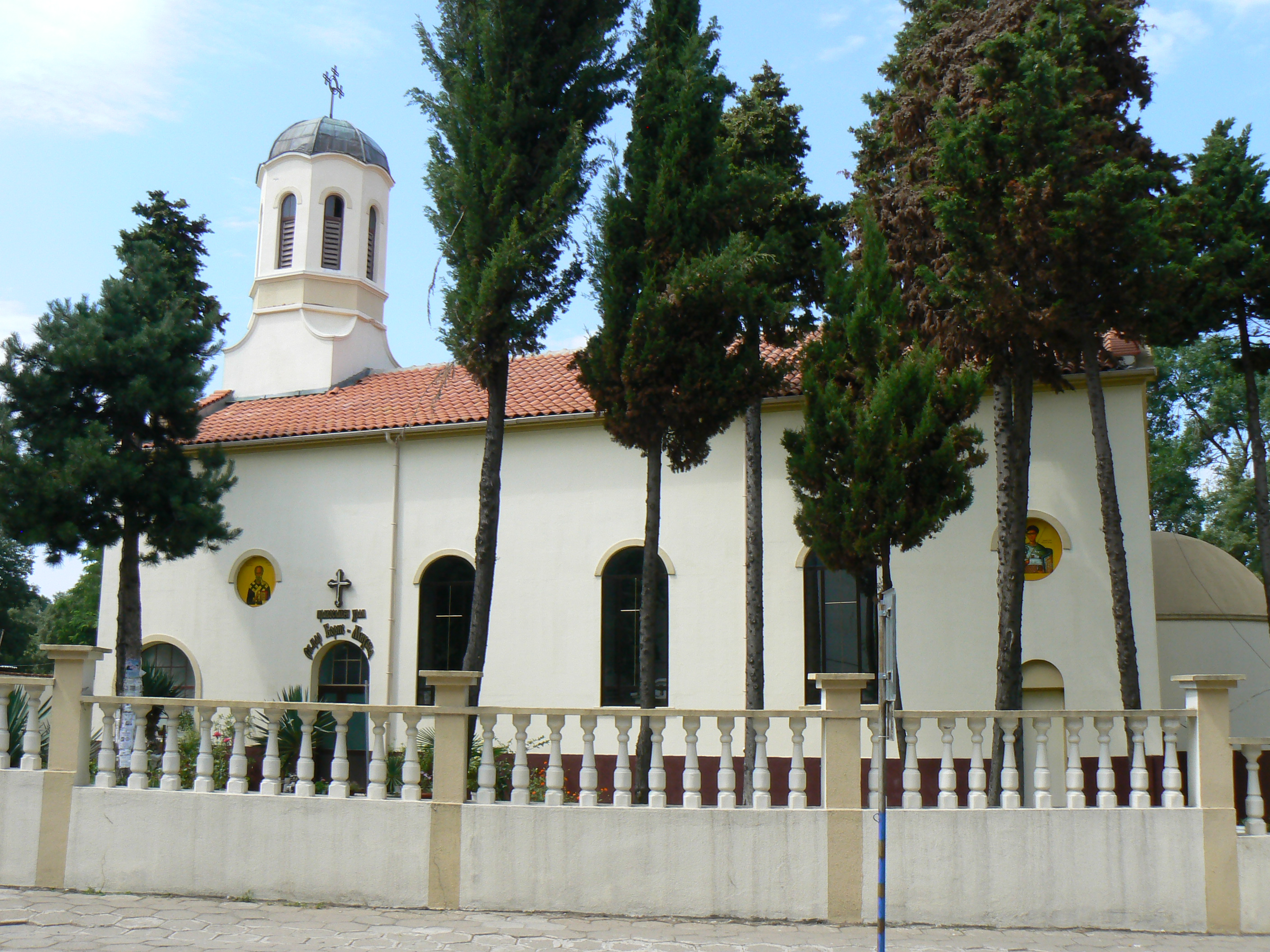
Bulgarisch-orthodoxe Kirche Hl. Zar Boris Michael
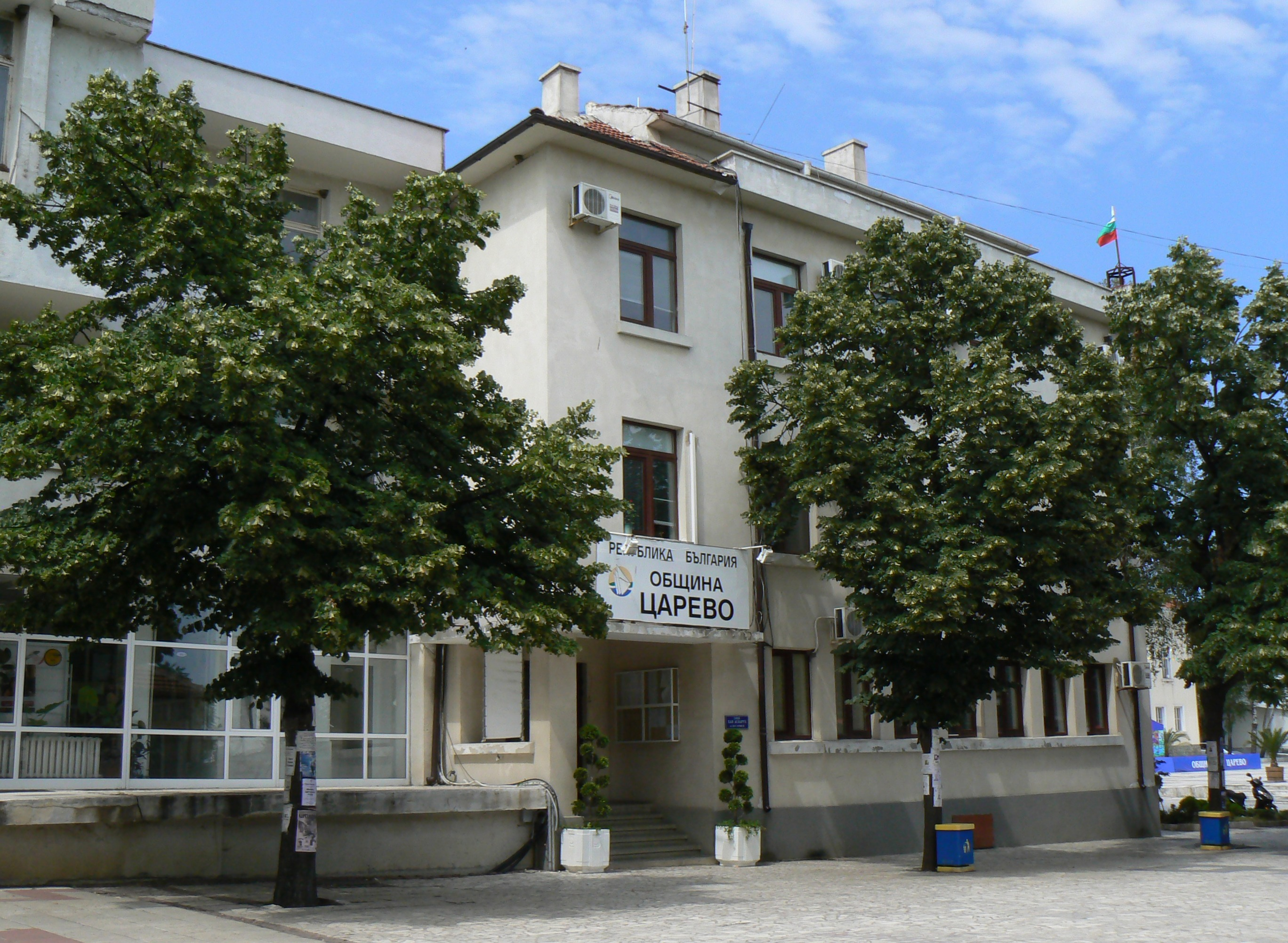
Rathaus von Zarewo
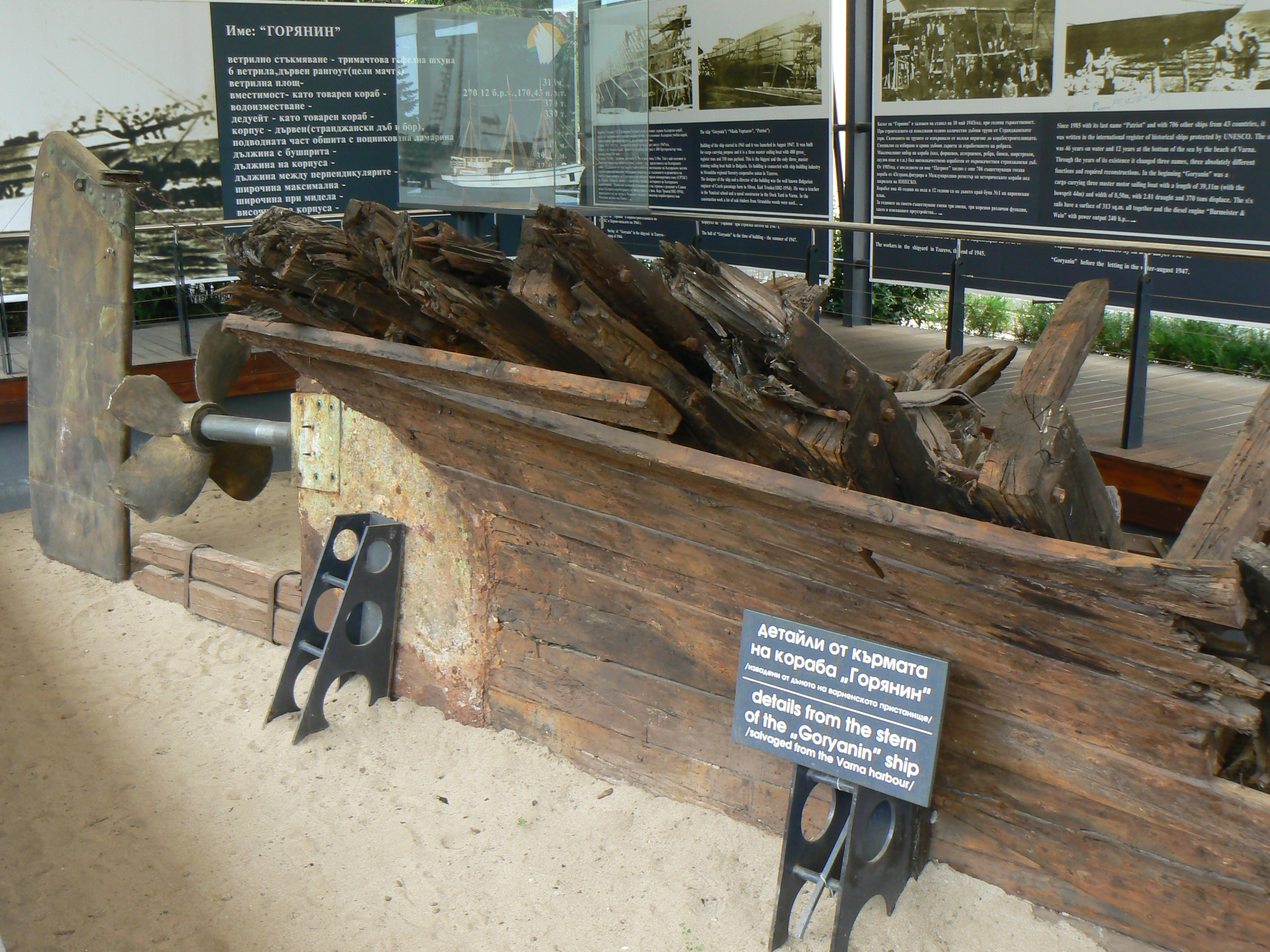
Wrack des Gorjanin-Schiffes